# Richard Grey (archidiacre)
Pour les articles homonymes, voir Richard Grey et Grey.
Richard Grey (6 avril 1696 – 28 février 1771), est un homme d'église anglais, archidiacre de Bedford.
Il est connu pour ses travaux de mnémotechnique, qui reprennent en partie ceux d'Hérigone.

## Biographie
Né de John Grey de Newcastle, Richard Grey est formé à Oxford (entré à Lincoln Collège, le 20 juin 1712), il en sort M.A. en 1719 (le 16 janvier). Ordonné en 1719, il devint le chapelain et le secrétaire de Nathaniel Crew, évêque de Durham. 
Crew devint recteur de Hinton dans le Northamptonshire et Grey recteur de Steane Chapel. En 1725 il reçut la charge de Kimcote (en), près de Lutterworth, Leicestershire, puis une prébende de St. Paul's Cathedral, à Londres. Enfin, en 1757, il fut nommé archidiacre de Bedford.
Ami de Philip Doddridge, et remarqué par Samuel Johnson, intime de l'archevêque John Moore, il épouse Joyce, la fille de John Thicknesse, recteur of Farthingo, Northamptonshire, et nièce de Philip Thicknesse. Il meurt le 28 février 1771. Sa dépouille est enterrée à Hinton. Son épouse le suit le 12 janvier 1794. Ils ont eu trois filles, et parmi leurs petits enfants, on compte William Lisle Bowles (en).

## Travaux
En 1730, il sort son « 'Memoria Technica » (ou Méthode de mémoire artificielle). Son système consiste en l'échange de la dernière syllabe des noms selon un système de correspondance arbitraire ; pour lui, az = 10, tel = 325, teib = 381. Son livre eut un grand succès et fut réimprimé jusqu'en 1861. Ultérieurement, Solomon Lowe prit sa succession et compléta cette méthode. Grey publia également des textes religieux, des travaux pédagogiques sur l'hébreu, notamment A New and Easy Method of Learning Hebrew without points, to which is added by way of Praxis the Book of Proverbs divided according to the metre, with the Masoretical readings in Roman letters (1739, 3 parts), des traductions du livre de Job, des derniers mots de David et une traduction, en 1754, de L'immortalité de l'âme de Browne. 